# نيكو كاستل
نيكو كاستل (بالإنجليزية: Nico Castel)‏ هو مغني أوبرا أمريكي، ولد في 1 أغسطس 1931 في لشبونة في البرتغال، وتوفي في 31 مايو 2015.

## وصلات خارجية
- نيكو كاستل على موقع IMDb (الإنجليزية)
- نيكو كاستل على موقع ميوزك برينز (الإنجليزية)
- نيكو كاستل على موقع ديسكوغز (الإنجليزية)